# Salvelinus vasiljevae
Salvelinus vasiljevae és una espècie de peix de la família dels salmònids i de l'ordre dels salmoniformes.

## Morfologia
- Els mascles poden assolir 25 cm de longitud total.
- Nombre de vèrtebres: 59-62.[3][4]

## Alimentació
Menja peixos, insectes aeris i aquàtics i llurs larves, amfípodes i mamífers (incloent-hi ratolins).

## Hàbitat
Viu en zones d'aigües dolces temperades.

## Distribució geogràfica
Es troba a Euràsia: Sakhalín.